# Weaver (rzeka)
Weaver (ang. River Weaver) – rzeka w północno-zachodniej Anglii, w hrabstwie Cheshire, dopływ rzeki Mersey. Długość rzeki wynosi 88 km, a powierzchnia jej dorzecza 417 km².
Źródło rzeki znajduje się w pobliżu wsi Peckforton, na wysokości około 90 m n.p.m. W górnym biegu rzeka płynie w kierunku południowo-wschodnim. W okolicy miejscowości Audlem skręca na północ. Przepływa przez miasta Nantwich, Winsford i Northwich. Za tym ostatnim zmienia kierunek na północno-zachodni. Na południe od Runcorn krzyżuje się z Kanałem Manchesterskim i uchodzi do rzeki Mersey.
W drugiej połowie XIX wieku rzeka została skanalizowana na odcinku od ujścia do Winsford, w celu umożliwienia transportu drogą wodną wydobywanej tam soli.